# Flavigny (Marne)
Flavigny é uma comuna francesa na região administrativa de Grande Leste, no departamento de Marne. Estende-se por uma área de 7,98 km². Em 2010 a comuna tinha 173 habitantes (densidade: 21,7 hab./km²).